# Karol Dołęga
Karol Dołęga (ur. 19 lipca 1963) – polski lekkoatleta, długodystansowiec, mistrz i reprezentant Polski.

## Kariera sportowa
Był zawodnikiem Lubtouru Zielona Góra i od 1985 Oleśniczanki.
Na mistrzostwach Polski seniorów zdobył osiem medali, w tym jeden złoty (w biegu przełajowym na 12 km w 1993), trzy srebrne (w biegu na 10 000 metrów w 1988, w biegu przełajowym na 12 km w 1989 i 1992) oraz cztery brązowe (w biegu przełajowym na 10 km w 1986, w biegu przełajowym na 12 km w 1988, w biegu przełajowym na 10,5 km w 1990 oraz w maratonie w 1997).
Reprezentował Polskę na mistrzostwach świata w biegach przełajowych w 1986 (76. miejsce w biegu na 12 km) i 1989 (69. miejsce w biegu na 12 km), a także w zawodach Finału B Pucharu Europy w 1989, zajmując siódme miejsce w biegu na 10 000 metrów, z wynikiem 30:04,84.  
Rekordy życiowe:
- 5000 m: 13:48,47 (3.06.1989)
- 10 000 m: 28:20,46 (20.06.1989)
- maraton: 2:12:59 (17.10.1993)
- 3000 m z przeszkodami: 8:33,42 (2.08.1986)